# Lobo-ibérico

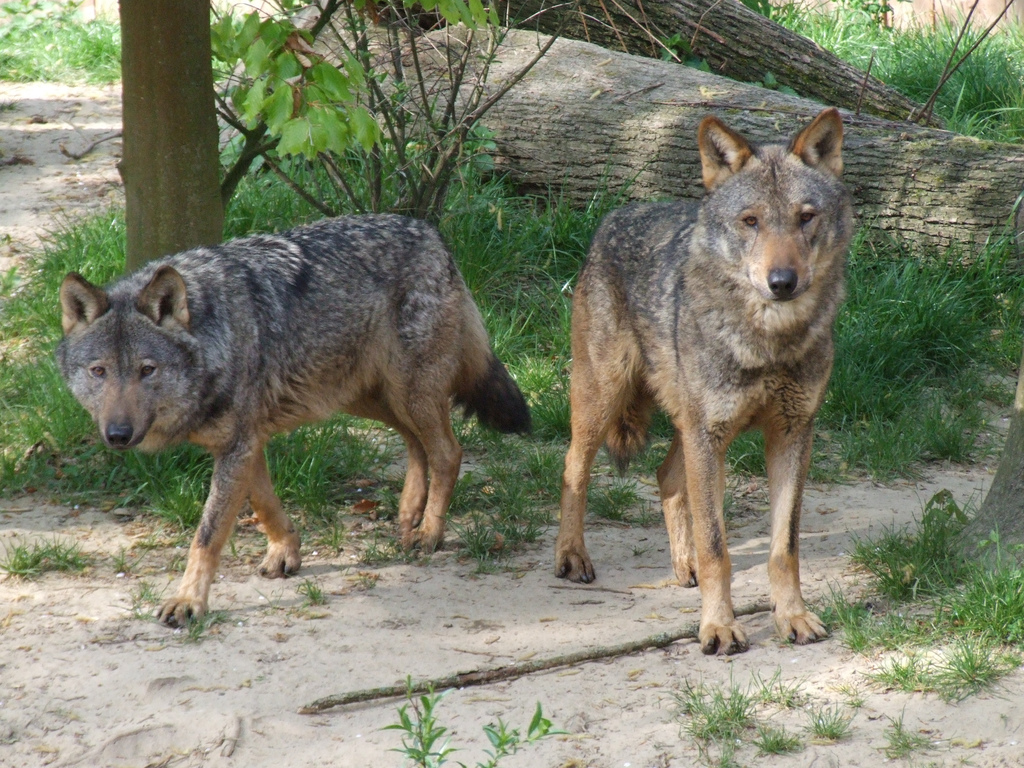
Um par de lobos ibéricos.

O lobo-ibérico (Canis lupus signatus) é uma subespécie do lobo-cinzento que ocorre na Península Ibérica. Outrora muito abundante, sua população atual deve rondar os 2000 indivíduos, dos quais cerca de 300 habitam o Norte de Portugal. A subespécie foi descrita pelo cientista espanhol Ángel Cabrera em 1907.

## Características
Um pouco menor e mais esguio do que as outras subespécies do lobo-cinzento, os lobos-ibéricos machos medem entre 130 a 180 cm de comprimento, enquanto as fémeas medem de 130 a 160 cm. A altura ao garrote pode chegar aos 70 cm. Os machos adultos pesam geralmente entre 30 a 40 kg e as fémeas entre 25 a 35 kg.
A cabeça é grande e maciça, com orelhas triangulares relativamente pequenas e olhos oblíquos de cor amarelada. O focinho tem uma área clara, de cor branco-sujo, ao redor da boca.

## Reprodução

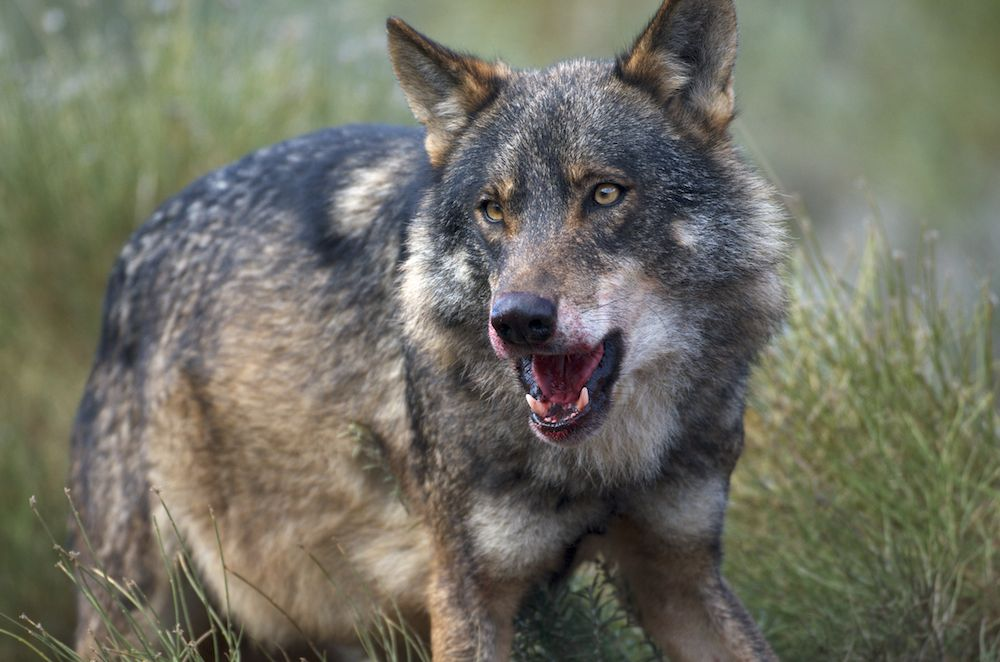
Canis lupus signatus.

A época do acasalamento abrange o final do inverno e princípio da primavera (Fevereiro a Março). Após um período de gestação de 2 meses nascem entre 3 e 8 crias (lobachos), cegas e indefesas. As crias e a mãe permanecem numa área de criação e são alimentadas com comida trazida pelo resto da alcateia.
Por volta de outubro as crias abandonam a área de criação e passam a acompanhar a alcateia nas suas deslocações. Os jovens lobos alcançam a maturidade sexual aos 2 anos de idade. Aos 10 anos já são considerados velhos, mas em cativeiro chegam a viver 17 anos.

## Alimentação
Sua alimentação é muito variada, dependendo da existência ou não de presas selvagens e de vários tipos de pastoreio em cada região. A vida em grupo permite ao lobo caçar animais bastante maiores que ele próprio.
As suas principais presas são o porco-montês, o corço e o veado, e as presas domésticas mais comuns são a ovelha, a cabra, a galinha, o cavalo e a vaca. Ocasionalmente também mata e come cães e aproveita cadáveres que encontra, isto é, sempre que pode é necrófago.

## Comportamento
O lobo-ibérico vive em alcateia de forte organização hierárquica. O número de animais numa alcateia varia entre os 3 a 10 indivíduos e está composta por um casal reprodutor (casal alfa), um ou mais indivíduos adultos ou subadultos e as crias do ano. A alcateia caça e defende o território em grupo.
Os indivíduos de uma alcateia percorrem uma área vital que varia em tamanho de acordo com as características da região. Em Portugal, as áreas vitais são relativamente pequenas, entre 100 e 300 km². Buscando presas, os lobos podem percorrer entre 20 a 40 km diários dentro do seu território. Essas deslocações ocorrem geralmente à noite.
O lobo ibérico tem um determinado comportamento perante as fêmeas quer de dia e noite.

## Distribuição

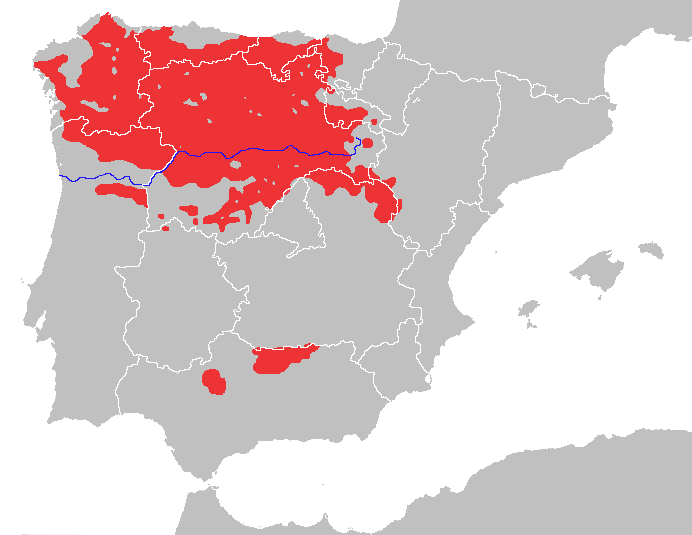
Área aproximada de distribuição do lobo-ibérico. As pequenas populações ao sul do Douro em Portugal e no sul da Espanha estão isoladas da grande população ao norte da Península.

Ainda no século XIX o lobo se distribuía por quase todo o território da Península Ibérica. Ao longo do século XX, a caça e a redução do habitat natural causaram sua extinção na maior parte desse território. Atualmente o lobo-ibérico está praticamente restrito ao quadrante noroeste da Península.

### Espanha
Em Espanha a área de distribuição do lobo abrange cerca de 100 000 km², ocupando a maior parte da Galiza e grande parte das Astúrias e Cantábria e a metade oeste de Castilla y León, além de pequenas áreas no País Basco. Ao sul é possível a existência de populações isoladas na Sierra Morena.
Acredita-se que a grande população do noroeste esteja em aumento, podendo eventualmente colonizar a região central da Espanha.

### Portugal
Em Portugal a área de distribuição do lobo abrange cerca de 18 000 km² no norte do país. Considera-se que existem duas populações separadas pelo rio Douro:
- Uma população próspera ao norte do Douro, em uma área montanhosa que ocupa as províncias do Minho, Trás-os-Montes e Alto Douro e uma parte do Douro Litoral. Essa população abrange cerca de 50 alcateias e é contínua com a grande população do lado espanhol da fronteira. Áreas protegidas portuguesas importantes para a preservação do lobo ao norte do Douro são o Parque Nacional da Peneda-Gerês, o Parque Natural do Alvão, o Parque Natural de Montesinho e o Parque Natural do Douro Internacional.
- Uma população em declínio ao sul do Douro, distribuída pela Beira Alta e, talvez, Beira Baixa e Litoral. Essa população abrange apenas 10 alcateias e encontra-se isolada em relação à população do norte do Douro. Seu futuro é incerto, considerando-se que pode extinguir-se no curto ou médio prazo.

## Conservação
Como em toda a Europa, o lobo é temido pelas pessoas na Península Ibérica desde tempos remotos. A alegada ferocidade do lobo e o roubo de animais de criação levaram à caça sistemática destes canídeos, que tiveram sua área de distribuição geográfica muito reduzida. Enquanto que no início do século XX os lobos ainda se distribuíam por quase todo o território continental português, calcula-se que hoje esses animais ocupem apenas 20% da sua área de distribuição original.
Apesar de a caça ser hoje proibida, o lobo ainda é ameaçado pela destruição da vegetação nativa e a construção de grandes infraestruturas, como autoestradas, que fragmentam os habitats. A diminuição do número de presas naturais do lobo, como o javali, o corço e o veado, levam os lobos a atacar animais domésticos e a entrar em conflito com as populações rurais.
Em Portugal, como no resto da Península Ibérica, o lobo-ibérico é classificado como espécie "quase ameaçada" (NT). Em Espanha, a pequena população de lobos da Sierra Morena está isolada do principal grupo populacional a norte, e deve ser tratada como "em perigo crítico" (CR).
A população de lobos-ibéricos tem vindo a aumentar devido aos esforços de conservação tanto em Portugal como em Espanha.

### Fojos

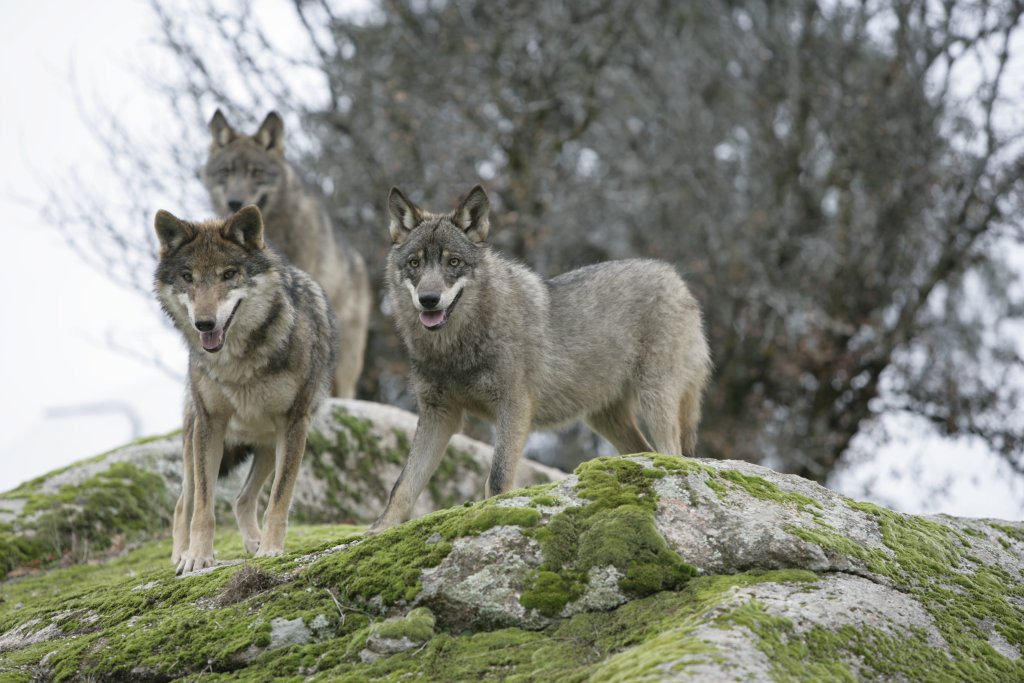
Uma pequena alcateia de lobos ibéricos.

Na Península Ibérica, chama-se fojo a vários tipos de armadilhas usadas para capturar os lobos desde tempos remotos. As últimas batidas e capturas de lobos em fojos na Península ocorreram ainda na segunda metade do século XX.
Os fojos foram comuns no norte da Península Ibérica, e são frequentes na toponímia local. Alguns ainda estão bem-preservados e são importantes testemunhas da relação ancestral e conflituosa entre o homem e o lobo.
Há vários tipos de fojos. Os mais simples consistiam simplesmente de um fosso no chão, disfarçado com vegetação. O lobo era levado à armadilha por uma batida organizada pela população local ou era atraído por um isco vivo colocado dentro do fojo.
Os fojos de cabrita consistiam de um fosso de formato circular reforçado com paredes de pedra. No centro do fosso era colocado um isco vivo, como uma cabrita, para atrair o lobo. Uma vez dentro, o animal não conseguia escapar, devido à altura e formato das paredes de pedra.
Os fojos de paredes convergentes eram as estruturas mais elaboradas. Consistiam de duas longas paredes de pedra, com cerca de 2 metros de altura, que convergiam a um fosso revestido de pedra, que era disfarçado com vegetação. As populações rurais das aldeias vizinhas organizavam batidas, nas quais os lobos em fuga eram conduzidos ao fosso, sendo depois mortos. Os muros dos fojos podiam ser muito longos: os maiores conhecidos chegam a ter mais de 1 km de extensão. A construção dessas estruturas requeria o trabalho intenso das comunidades afectadas pelos lobos.
A maioria dos fojos de paredes convergentes não é usada há mais de 200 anos, mas alguns ainda eram utilizados em Espanha e na região de Peneda-Gerês em Portugal na primeira metade do século XX. A última batida conhecida que utilizou esse tipo de fojo ocorreu em finais da década de 1970 na freguesia do Soajo.

## Galeria

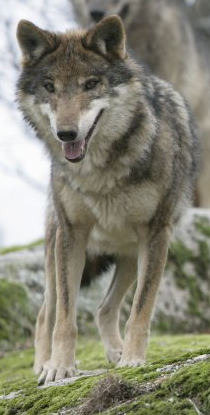
Nesta foto podemos ver claramente as listras brancas no focinho e as marcas negras nas pernas dianteiras, duas das características desta subespécie.
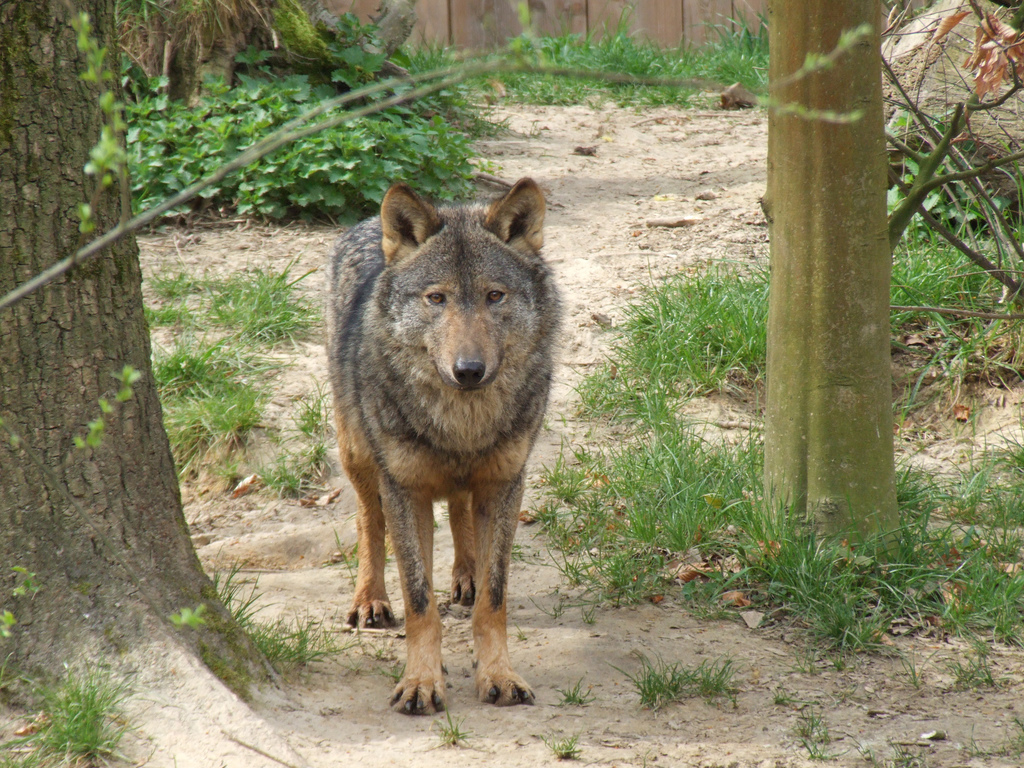
Lobo-ibérico
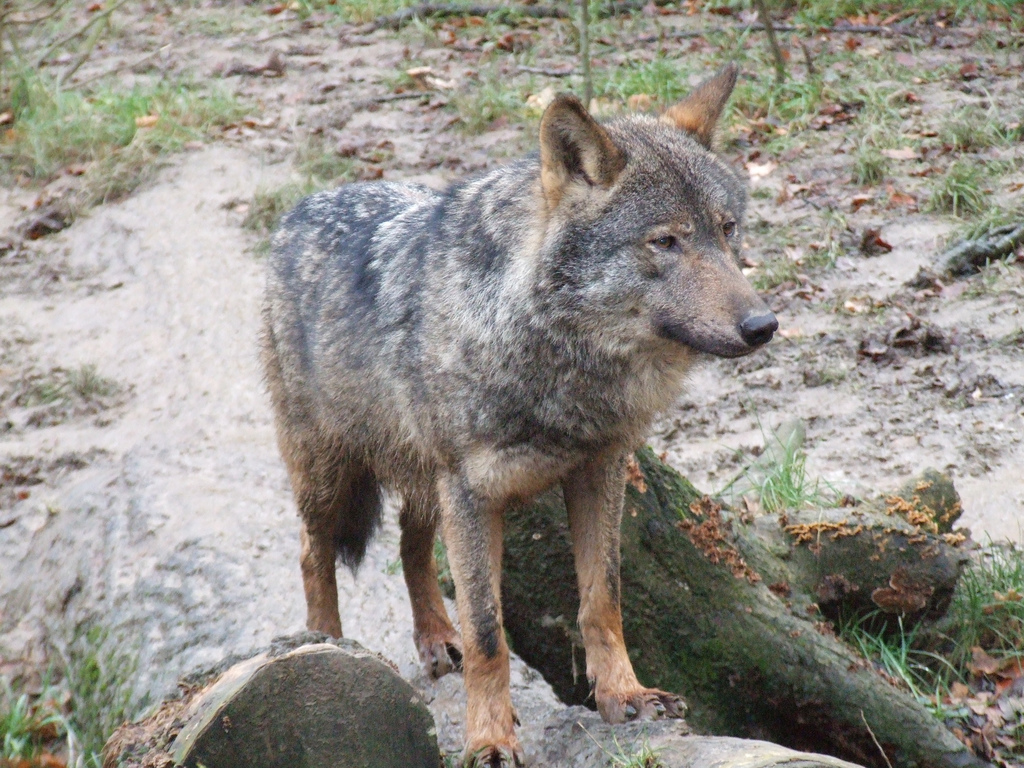
Lobo-ibérico
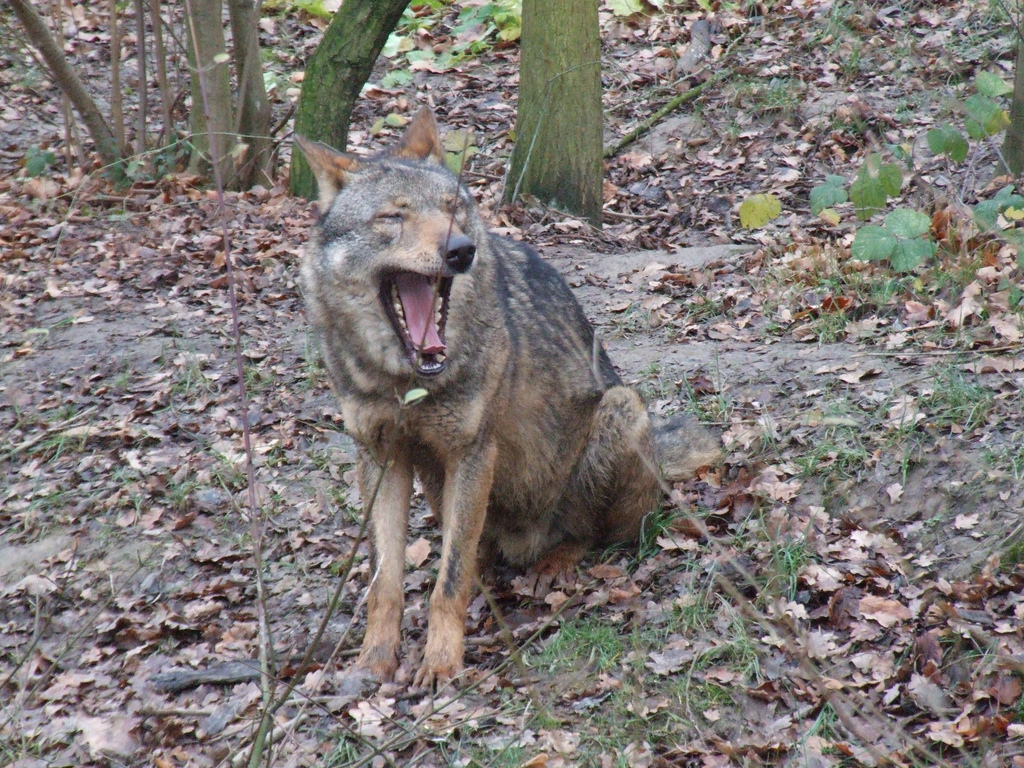
Lobo-ibérico
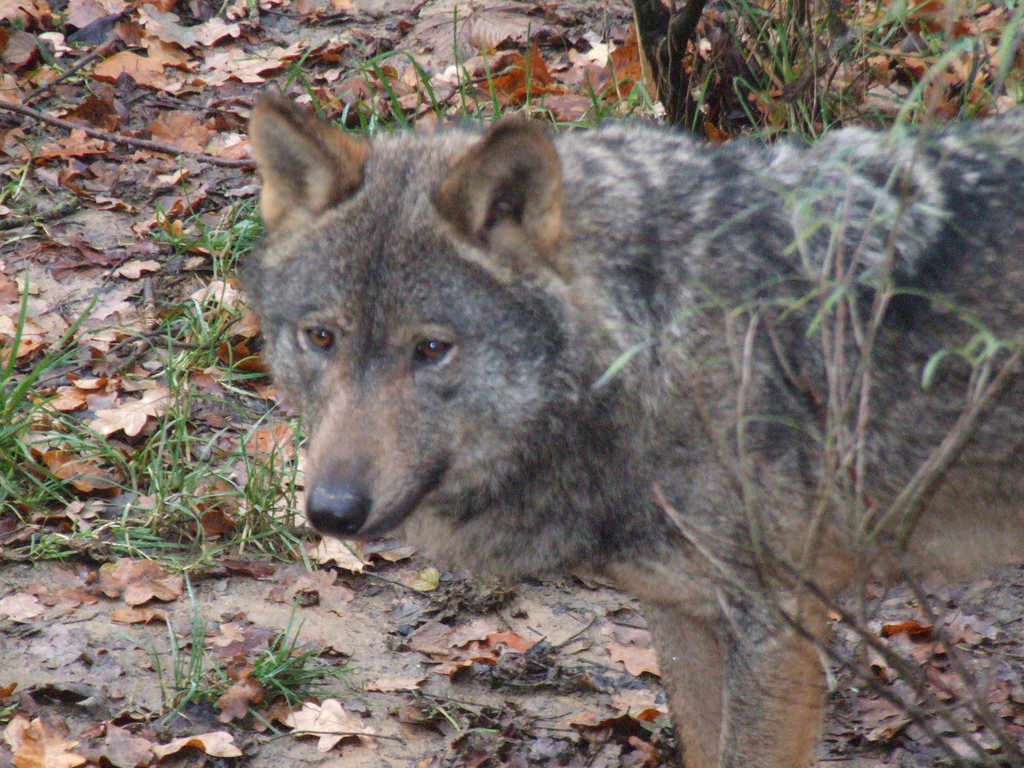
Lobo-ibérico